# Tip Tichelaar
Joop „Tip“ Tichelaar (auch Tip Tischelaar, * um 1918; † nach 1943) war ein niederländischer Musiker (Posaune, Trompete, Piano, auch Saxophon), der sich im Deutschen Reich in der Jazz- und Unterhaltungsmusik betätigte.
Tichelaar gehörte mit Fud Candrix, Jeff De Boeck und Harry van Dyk zu den bekanntesten niederländischen und belgischen Musikern, die im NS-Deutschland in der Unterhaltungsindustrie arbeiteten. Er spielte in den frühen 1940er-Jahren in Berlin in verschiedenen Tanz-Orchestern, so bei Charlie and His Orchestra, Teddy Kleindin & Kurt Widmann (Zum Abschied reich’ ich dir die Hände, Heut' Abend wollen wir bummeln geh'n), Horst Winter („Ich mache alles mit Musik“), Ernst van’t Hoff, Michael Jary, Adolf Steimel, Meg Tevelian, Willy Berking, Harry van Dijk, Willi Stech, Benny de Weille und Freddie Brocksieper. Unter eigenem Namen legte er die Schallplatte „Dich liebe ich“ (Vox E 903 bzw. Pallas 1251) mit der B-Seite „Liebe ist wie ein Traum“ vor. Im Bereich des Jazz war er zwischen 1940 und 1943 an 54 Aufnahmesessions beteiligt.